# Xã Old Town, Quận McLean, Illinois
Xã Old Town (tiếng Anh: Old Town Township) là một xã thuộc quận McLean, tiểu bang Illinois, Hoa Kỳ. Năm 2010, dân số của xã này là 3.010 người.